# Seven (cantante)
Choi Dong Wook (en hangul, 최동욱; Seúl, 9 de noviembre de 1984), más conocido por su nombre artístico Seven (en hangul, 세븐; estilizado como Se7en), es un actor, cantante, modelo y bailarín del sello discográfico ELEVEN9 Entertainment.

## Carrera como cantante

### Debut
Seven comenzó a entrenar bajo la agencia de gestión de YG Entertainment a la edad de 15 años. Cuatro años después de entrenamiento de voz y baile, hizo su debut en 2003 con Come Back To Me. Lanzó su primer álbum Just Listen el 8 de marzo de 2003. Más tarde ese mismo año, recibió el Premio a la Mejor Revelación de MNET. MNET describió a Se7en como «un súper novato que sólo podía estar en contra de Rain», aunque estos dos eran amigos en sus años de escuela secundaria, junto con Boom.
Seven y algunos integrantes de la familia YG Entertainment, como Big Bang, 2NE1, Jinusean, Gummy y Tablo hicieron una aparición en el ahora extinto MTV K, seguido de tres conciertos en Washington DC, Nueva York y Los Ángeles, para celebrar el décimo aniversario de la familia YG Entertainment, y para ayudar a promover a Seven antes de su debut en Estados Unidos.
Seven fue un invitado especial en de Amerie en su sencillo Take Control del álbum Because I Love It, que fue lanzado en mayo de 2007; este sencillo está disponible en las versiones asiáticas del álbum. Yang Hyun Suk, (director de YG Entertainment) anunció que Seven presentó su primer sencillo en Estados Unidos.
Seven trabajó con el exdirector de LaFace Records, Shimmel Marcos, el ganador de un Grammy Rich Harrison y el productor Lionell Davis en su álbum. Un nuevo equipo de producción llamado Noize Trip, que también produjo The Black Eyed Peas.
YG Entertainment y Seven también tomaron las medidas necesarias para su debut como trademarking su nombre en Estados Unidos. Seven comenzó a promocionar sus canciones en inglés a través de un gira por Estados Unidos.
El 10 de marzo de 2008, el primer sencillo de Seven, titulado Girls en colaboración con Lil' Kim, fue lanzado a través de tiendas digitales como iTunes y Amazon. El video musical de también fue lanzado en My Space ese mismo día.
En 2010, Seven hizo una reaparición oficial en Corea del Sur después de un paréntesis de tres años que concluyó el 31 de julio de 2010, con su primer mini-álbum Bounce Digital. El álbum consta de 6 canciones, incluyendo una canción de su debut en Estados Unidos titulado Money Can't Buy Me Love. Bounce Digital, su segunda canción contó con las habilidades raperas de Big Bang TOP. Seven continuó con sus promociones octubre de ese año con la canción I'm Going Crazy, que contó con su novia Park Han Byul como actriz principal en el video musical. A lo largo de su regreso, Seven asistió numerosos espectáculos de variedades, e incluso apareció con sus compañeras de 2NE1 en el reality show 2NE1TV, donde describe su trabajo en Estados Unidos. Seven terminó sus promociones el 30 de octubre de 2010.
En 2011 Seven reveló por medio de un concierto de 2NE1 en Japón, que está planeando un álbum de regreso en Japón después de su paréntesis de cuatro años desde 2007. Él ha revelado que este álbum tendrá un concepto de pop y que su pre-venta oficial sería el 6 de noviembre de este año. Seven también reveló que lanzará un sencillo digital llamado Angel, en noviembre de este año, y lanzó un álbum completo japonés junto con un álbum de Corea del Sur en enero de 2012.
En 2012, Seven lanzó su segundo mini-álbum el 1 de febrero de ese año con canción When I Can't Sing. La canción fue producida por JYP Entertainment, por lo que es la primera colaboración oficial entre este sello y YG Entertainment.

### Servicio militar
El 18 de marzo de 2013, Seven se alisto para el servicio militar obligatorio en la reserva de Uijeongbu, provincia de Gyeonggi. Ese mismo día YG Entertainment lanzó el vídeo musical "THANK U (TH)". Durante el servicio, el contrato que tenía con YG Entertainment expiró. Más tarde se confirmó que acordaron mutuamente no renovar el contrato.

## Carrera como actor

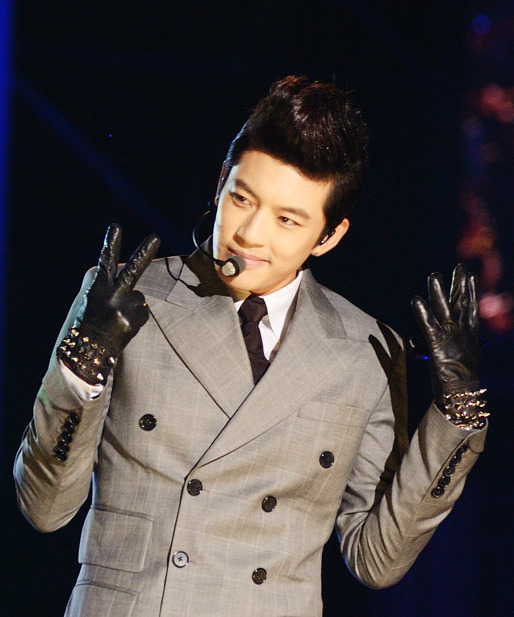
Seven en el Hallyu concert en Gyeongju en 2011

Seven aceptó el papel principal en un drama surcoreano, llamado Goong S, un remake del drama principal Goong. El primer episodio de Goong S estrenó el 10 de enero de 2007 en MBC, la calificación promedio a nivel nacional para toda la serie fue de 9,7%.
Seven declaró su intención de seguir actuando en un futuro cercano. Él había dicho que a pesar de que el drama no era mucho de un éxito, no se arrepentiría nunca de aceptar el papel de su personaje en el drama. Incluso dicha actuación, ayudó a Seven a cantar con más emoción durante sus actuaciones. También mencionó que él estaba agradecido de tener la oportunidad de trabajar con el equipo de drama y llevar su carrera a un nuevo nivel mediante la actuación.

## Vida personal
En junio de 2009, Seven declaró en su página web, que él y la actriz Park Han-byul habían estado en una relación desde hace siete años, y que la relación entre ellos se había dado desde la escuela secundaria. Seven había negado previamente rumores de que eran una pareja con el fin de proteger la privacidad de su novia y dejar que la relación creciera naturalmente. Han Byul apareció en el vídeo musical de Seven por su canción I'm Going Crazy. El 23 de diciembre de 2013 se empezaron a correr rumores de que la pareja había terminado. Horas después la empresa de Park Han Byul confirmó la noticia.
En 2016, la agencia de Seven confirmó su relación con la actriz Lee Da-hae, “Los dos se han convertido en el pilar del otro durante momentos difíciles. Han estado juntos desde hace unos meses.” dijo la agencia en un comunicado.
El 20 de marzo de 2023, se anunció en las cuentas de redes sociales que celebrarían su ceremonia de boda el 6 de mayo.

## Filmografía

### Programa de variedades
| Año  | Título      | Canal | Notas  |
| ---- | ----------- | ----- | ------ |
| 2010 | Running Man | SBS   | ep. 06 |